# A Man Called Adam (danceact)
A Man Called Adam is een Britse dancegroep. De groep bestaat uit producer Steve Jones en coproducer en zangeres Sally Rodgers. In de eerste jaren was ook Paul Daley onderdeel van de groep, al haakte hij af toen hij de helft van Leftfield ging vormen. De stijl van A man Called Adam is een mix van house, deep house, lounge en jazz. Ondanks dat de groep buiten eigen land nooit een grote bekendheid heeft kunnen verwerven is ze van grote invloed geweest op het ontstaan van het balearic-dancegeluid. Het geluid met een mediterrane sfeer. De groep heeft ook muziek uitgebracht als Beach Flea en Discrete Machines.

## Geschiedenis
A man Called Adam werd opgericht in 1987. In 1988 verscheen de eerste single A.P.B. De tweede single was het tweeluik Earthly powers/Techno powers. Deze was een succesje in de Britse Acid Jazz scene. Na nog enkele singles kwam in 1990 de echte doorbraak. De single Barefoot in the head, een volwaardige housesong te noemen, bereikte de Britse hitlijsten. De single was de blauwdruk voor het geluid van A man called Adam. Verfijnde houseklanken met een zomers geluid en de melancholieke stem van Sally Rodgers. Paul Daley stapte echter na dit succes uit de groep om Leftfield te vormen. Het overgebleven tweetal bracht dan in 1991 het debuutalbum uit. The Apple werkte het geluid van A man called Adam verder uit en heeft goede kritieken gekregen. Door onvrede over het Big Life label verliet de groep dit en werd het label Other records opgericht om eigen werk en ook platen van enkele andere producers uit te brengen. . 
In de jaren daarop was het erg rustig rondom A man called Adam. Soms verscheen er een single. Wel werd in 1994 een album gemaakt als Beachflea. Datzelfde jaar verscheen op de allereerste Cafe del mar-compilatie het nummer Estelle. Het nummer is bijzonder populair. De jaren daarop verschenen er nog enkel singles en tracks op compilatie-cd's. Er volgden Easter song (1995), Que tal America? (1996) en So you say (1996). In de zomer van 1998, zeven jaar na het debuut, komt Duende uit. Het bevat een aantal bewerkte versies van eerdere tracks en het nodige nieuwe werk. Als drummer is Mike Pickering te gast. Het album is diverser dan zijn voorganger en wordt door de Britse pers als meesterwerk beschreven. De tracks vonden aftrek op verschillende compilatie-cd's. In het kielzog van het album verschenen ook nieuwe tracks zoals The longest day (1999), Steady (1999) en Moon over the castle ruin (2000). Ook maakte het duo enkele sterke remixen waarvan Lustral - Everytime en Coco Steel & Lovebomb - Yachts de bekendsten zijn.
De opvolger van Duende had als werktitel Heaven now. Door financiële problemen met het label strandde dit project in 2002. In 2004 verscheen single Love forgotten, die ze in 2001 al voor een album van Lol Hammond gebruikten, maar als eigen single werd uitgebracht. Deze single hoort bij de verzamelaar All my favourite, die ook enkele nieuwe tracks kende, waaronder een tweede single, Earthsings. Ook verscheen een akoestische singleversie van de doorbraakhit Barefoot in the head. In 2005 maakte het duo voor Azuli het mixalbum Space tranquil volumen uno met daarop hun ideale geluid van die tijd. 
In 2007 besloten Steve en Sally A man Called Adam voor onbepaalde tijd op inactief te zetten. Het duo stort zich daarna op andere projecten. Samen werken ze aan een Brits museumproject. Ook gaat Sally solo aan de slag als radio-dj en brengt in 2008 digitaal haar soloalbum Madmen & Lovers uit. Een kortstondige comeback is er in 2011. In dat jaar verschijnt er weer een nieuwe ep van A man called Adam met What are words worth? als naam, al doet deze weinig stof opwaaien. Daarna besteden ze hun tijd weer aan allerlei andere projecten. In 2015 brengen ze nieuwe muziek uit onder de naam Discrete Machines. Daarvan verschijnt de EP The Electronic Music EP, met daarop een meer Electroclash-sound. 
In 2019 bliezen Steve en Sally nieuw leven in A man called Adam. Het album Farmarama kwam uit op het nieuw leven ingeblazen Other records. Als tijdens de lockdown voor COVID-19 overige projecten stil komen te liggen duiken Steve en Sally opnieuw de studio in voor nieuw materiaal. In de zomer van 2022 resulteert dat in de single Ammonite. In september van 2022 wordt er vervolg aan gegeven met de single Starlings. Dit zijn voorboden van het album The Girl With A Hole In Her Heart (2023).

## Albums
- The Apple (1991)
- What's that smell? (als Beachflea) (1994)
- Duende (1998)
- All my favourite (compilatie) (2004)
- Farmarama (2019)
- The Girl With A Hole In Her Heart (2023)

## Singles
- A.P.B (1988)
- Earthly Powers/Techno Powers (1989)
- Musica de Amor (1989)
- Barefoot in the head (1990)
- I See you (1991)
- I want to know (1991)
- The Chrono Psionic Interface, ep (1991)
- Bread, love & dreams (1992)
- I am is the way (1993)
- Love come down (1993)
- Beach flea, ep (als Beach flea) (1993)
- Estelle (1994)
- F for fake (als Beach flea) (1995)
- Easter song (1995)
- Eat at joes/Jihad (als Beach flea) (1996)
- The Jihad, ep (1996)
- Que tal America? (1996)
- Great Ocean Road (ft. Coco Steel & Lovebomb) (1998)
- All my favourite people (1998)
- Barefoot in the head 2004 (2004)
- Love forgotten (2004)
- Earthsings (2004)
- What are words worth?, ep (2011)
- The Electronic Music ep (Als Discrete Machines) (2015)
- Ammonite (2022)
- Starlings (2022)